# Achyronia crassifolia
Achyronia crassifolia là một loài thực vật có hoa trong họ Đậu. Loài này được (Andrews) Kuntze mô tả khoa học đầu tiên năm 1891.